# Zyuzicosa andreii
Espèce
Zyuzicosa andreii est une espèce d'araignées aranéomorphes de la famille des Lycosidae.

## Distribution
Cette espèce est endémique de la province de Sourkhan-Daria en Ouzbékistan,. Elle se rencontre dans les monts Hissar vers Gisarak.

## Description
Le mâle holotype mesure 15,6 mm.

## Systématique et taxinomie
Cette espèce a été décrite par Fomichev en 2023.

## Étymologie
Cette espèce est nommée en l'honneur d'Andrei Anatolevich Fomichev. 

## Publication originale
- Fomichev, 2023 : « A new species of Zyuzicosa Logunov, 2010 (Araneae: Lycosidae) from Uzbekistan. » Arachnology, vol. 19, no 6, p. 952-954.